# ليونيل بيريز
ليونيل بيريز (24 أبريل 1967

 في باغنولز سور كيز) (بالفرنسية: Lionel Pérez)‏ لاعب كرة قدم فرنسي معتزل كان يجيد اللعب في مركز حارس مرمى .
لعب بيريز في أندية بوردو (1993-1996) نيم بالإعارة (1994-1995) لافال بالإعارة (1995-1996) سوندرلاند (1996-1998) نيوكاسل يونايتد (1998-2000) سكونثورب يونايتد بالإعارة (1999) كامبريدج يونايتد بالإعارة (2000) كامبريدج يونايتد مجددا (2000-2002) إنفيلد (2002-2003) ستيفيناغ بوروه (2003-2004) .

## روابط خارجية
- ليونيل بيريز على موقع قاعدة بيانات كرة القدم.إي يو (الإنجليزية)
- ليونيل بيريز على موقع Soccerbase.com (لاعب) (الإنجليزية)
- ليونيل بيريز على موقع Soccerway.com (الإنجليزية)
- ليونيل بيريز على موقع عالم كرة القدم.نت (الإنجليزية)
- ليونيل بيريز على موقع GSA (الإنجليزية)